# Прискорення розширення Всесвіту
Прискорення розширення Всесвіту — висновок із астрономічних спостережень про те, що швидкість розширення Всесвіту збільшується. У формальних фізичних термінах це означає, що космологічний масштабний фактор {\displaystyle a(t)} має додатню другу похідну по часу. 

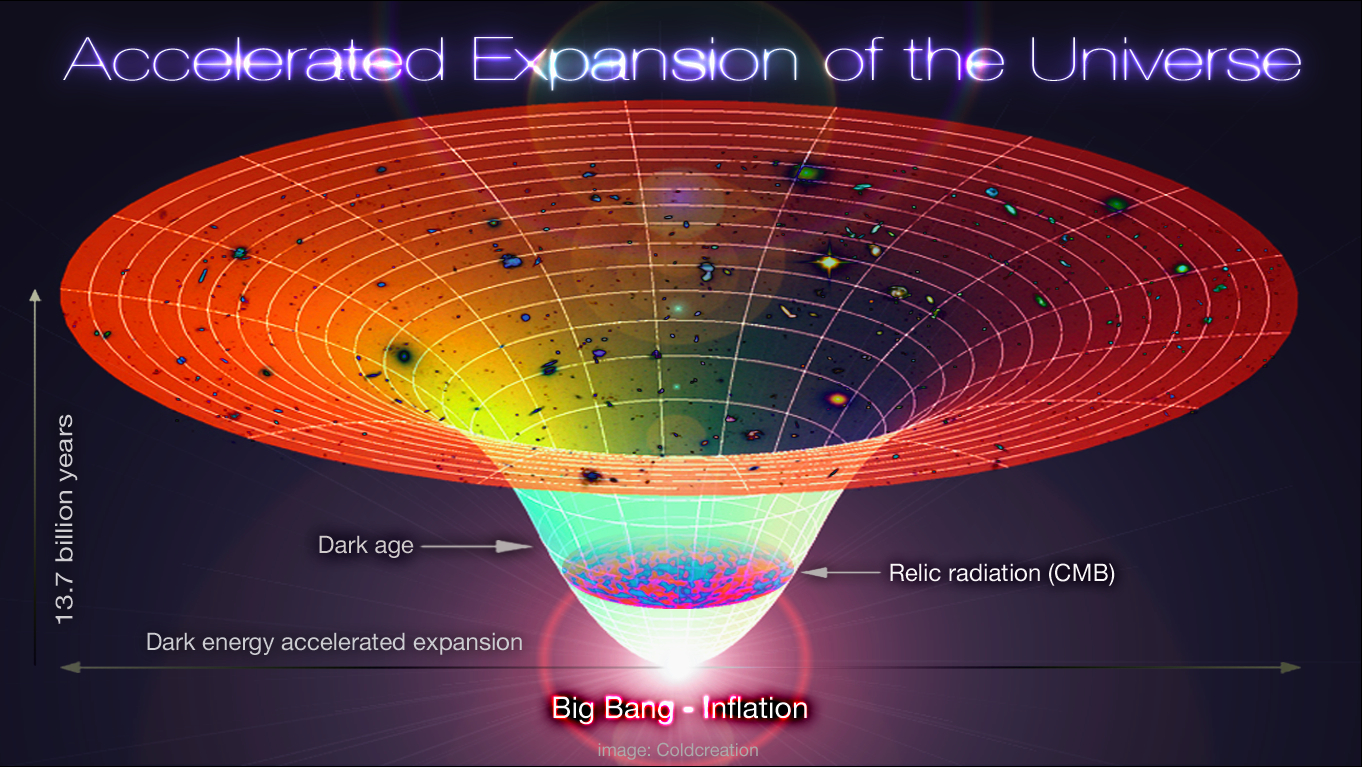
Прискорення розширення всесвіту у моделі Λ-CDM. Лінія часу на цій ілюстрації пролягає від моменту Великого Вибуху (приблизно 13,7 мільярдів років тому) до нинішнього часу.

Прискорене розширення Всесвіту було відкрите в 1998 році при спостереженнях за надновими типу Ia. За це відкриття Сол Перлматтер, Браян П. Шмідт та Адам Рісс отримали премію Шоу з астрономії за 2006 рік та Нобелівську премію з фізики за 2011 рік. 
До 1998 вважалося, що Всесвіт з часу Великого вибуху спочатку розширювався швидко, а потім дедалі повільніше. Експериментальні свідчення про те, що швидкість розширення зростає, були несподіванкою, однак вони отримали підтвердження з інших джерел: вивчення реліктового випромінювання, великомасштабної структури Всесвіту, точних вимірювань віку Всесвіту та точніших спостережень за надновими. 
Пояснення зростання швидкості розширення космосу пов'язане з поняттям темної енергії, названої так тому, що природа її ще незрозуміла. Темна енергія протидіє взаємному гравітаційному притяганню астрономічних об'єктів. Вона може виникати внаслідок ненульового значення космологічної сталої в рівняннях Ейнштейна, однак пропонуються й інші гіпотези: квінтесенція, темна рідина тощо.